# توسکای ییلاقی
توسکای ییلاقی (نام علمی: Alnus subcordata) یک گونهٔ درختی از راستهٔ راش‌سانان (Fagales)، تیرهٔ توسکایان (Betulaceae) می باشد. این درخت بومی مناطق معتدل ایران و قفقاز است.
توسکای ییلاقی درختی برگریز است که تا بلندی ۱۵ تا ۲۵ متر رشد می‌کند.
از چوب این درخت در صنعت کاغذسازی و مبل بهره می‌گیرند.